# Патришия Кимберли
Патришия Кимберли (англ. Patrícia Kimberly, настоящее имя — Gisele Barbosa, род. 6 января 1984 года) — бразильская порноактриса и стриптизёрша.

## Биография
Родилась 6 января 1984 года в Сан-Паулу, Бразилия. В 18 лет начала заниматься проституцией в ночных клубах Сан-Паулу. В 2005 году начала сниматься в фильмах для взрослых в поисках лучшего заработка. Её часто приглашают на ток-шоу и интервью, где она выступает в защиту проституции и индустрии фильмов для взрослых.
В 2018 году Кимберли стала победительницей карнавала Сан-Паулу в качестве музы школы Acadêmicos do Tatuapé Samba
.

## Премии
| Год  | Результат | Премия                                               | Фильм                   |
| ---- | --------- | ---------------------------------------------------- | ----------------------- |
| 2015 | Победа    | Sexy Hot Award — Лучшая фетиш-сцена                  | Pés do prazer           |
| 2016 | Победа    | Sexy Hot Award — лучшая сцена двойного проникновения | As fantasias de Paty    |
| 2016 | Победа    | Sexy Hot Award — Лучшая фетиш-сцена                  | Cornolândia 3           |
| 2016 | Победа    | Sexy Hot Award — лучшая сцена оргии/гэнг-бэнг        | Orgia na piscina        |
| 2016 | Победа    | Sexy Hot Award — Best Ménage Scene                   | As fantasias de Paty    |
| 2016 | Номинация | Sexy Hot Award — Best Title                          | As fantasias de Paty    |
| 2017 | Победа    | Sexy Hot Award — лучшая актриса                      | Uberxxx da Paty         |
| 2017 | Победа    | Sexy Hot Award — лучшая сцена оргии/гэнгбэнг         | Orgasmos Múltiplos      |
| 2017 | Номинация | Sexy Hot Award — лучшая лесбийская сцена             | Garotas da Van Rolê Vip |